# Мадулайн
Мадулайн (ромш. Madulain) — громада  в Швейцарії в кантоні Граубюнден, регіон Малоя.

## Географія
Громада розташована на відстані близько 195 км на схід від Берна, 45 км на південний схід від Кура.
Мадулайн має площу 16,3 км², з яких на 2,6% дозволяється будівництво (житлове та будівництво доріг), 30,7% використовуються в сільськогосподарських цілях, 14,5% зайнято лісами, 52,2% не є продуктивними (річки, льодовики або гори).

## Демографія
2019 року в громаді мешкало 207 осіб (+6,7% порівняно з 2010 роком), іноземців було 26,1%. Густота населення становила 13 осіб/км².
За віковим діапазоном населення розподілялося таким чином: 19,3% — особи молодші 20 років, 57,5% — особи у віці 20—64 років, 23,2% — особи у віці 65 років та старші. Було 92 помешкань (у середньому 2,3 особи в помешканні).
Із загальної кількості 73 працюючих 24 було зайнятих в первинному секторі, 5 — в обробній промисловості, 44 — в галузі послуг.